# Alejandro Fernández (piloto)

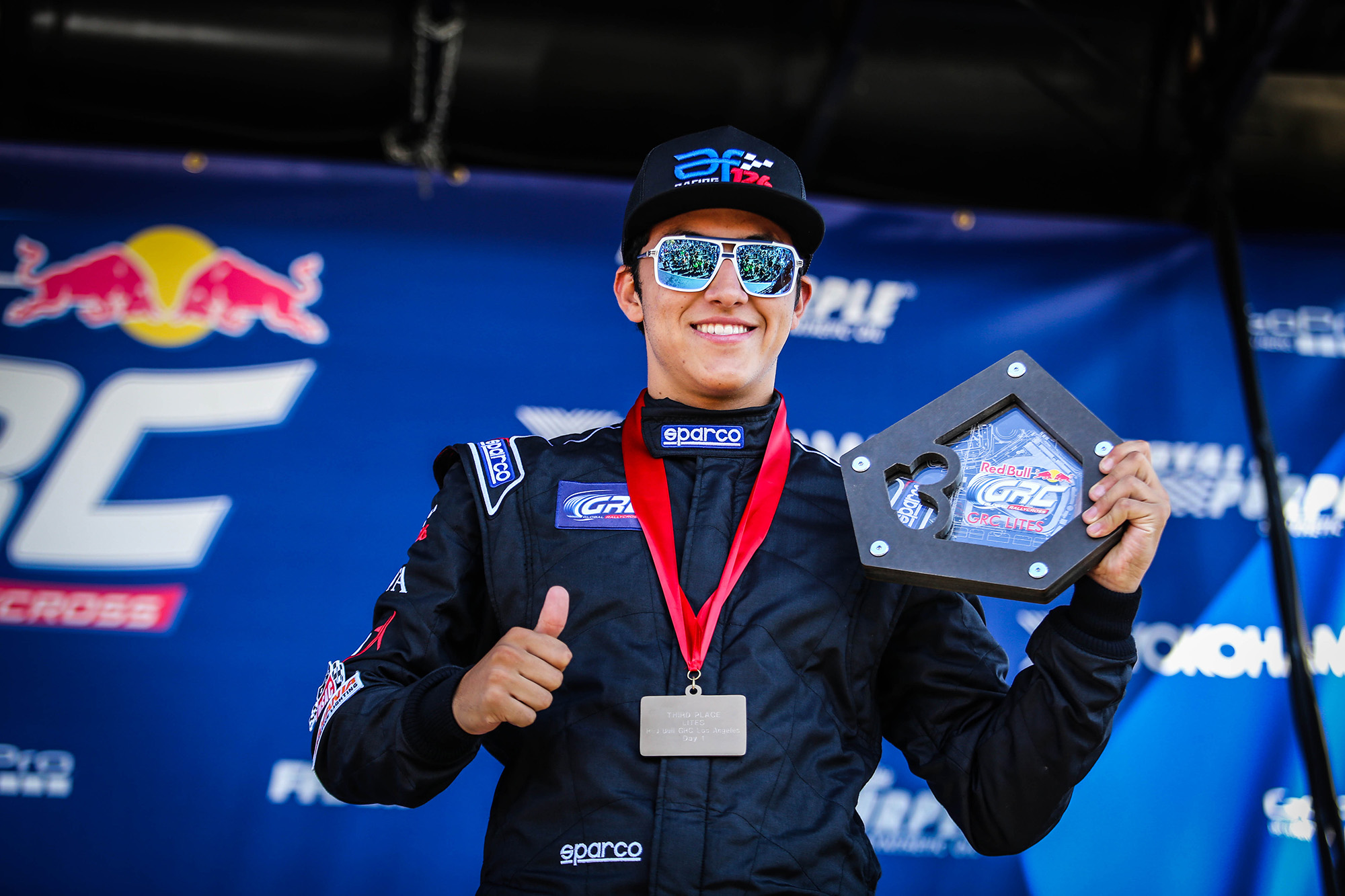
Tres podios durante el 2014 y el título del piloto del año en el GRC Lites.

Alejandro Fernández (Bogotá, 26 de enero de 1996) es un piloto colombiano de automovilismo. Compite en el karting estadounidense y en el Redbull Global Rallycross Championship. Se encuentra radicado en San Bernardino, California.

## Inicios
Su carrera en el mundo de los deportes a motor comenzó a los 16 años, cuando con el apoyo de su familia compró su primer Go-Kart para el día de su cumpleaños, dos meses más tarde ya comenzaba a disputar sus primeras competencias en los Estados Unidos.
Desde 2012 ha competido en diferentes categorías. En dicho año corrió en campeonatos como Challenge of the Americas, California ProKart Challenge, de igual forma el SKUSA ProTour, International Karting Federation (IKF), entre otros. En tanto en el 2013, hizo parte de la grilla del Florida Winter Tour, US Grand Nationals, Los Angeles Kart Championship (LAKC), y en competiciones en su país natal, el Rotax Max Challlenge Colombia y la Carrera de las Estrellas organizada por la Fundación Sonrisas en Medellín.
De la misma manera se ha preparado para competir en diferentes modalidades del automovilismo como la F2000, Fórmula Mazda (Pro Mazda), Rallycars, Trophy Trucks y Sportscars.
En noviembre de 2013 participó en un test privado para el Red Bull Global RallyCross Championship en Las Vegas donde logró ganarse una plaza dentro de este campeonato para el 2014 en la categoría GRC Lites.
Para su primera temporada en el Red Bull Global Rallycross, logró el top 3 del campeonato, el premio a piloto del año seleccionado por los fanes en su categoría y fue nominado a novato del Red Bull Global Rallycross 2014. A su vez su equipo se hizo merecedor de los reconocimientos de mejor desarrollo de equipo 2014 y mejor mecánico de la temporada.

## BMX
En su infancia practicó BMX y llegó a participar en el Campeonato Mundial de ABA BMX en 2003, sin embargo debido a una factura tuvo que retirarse de las pistas.
En Estados Unidos participó en campeonatos como el ya mencionado ABA (American Bicycle Association) y NBL (National Bicycle League). En Colombia corrió La Rueda de Oro.

## Buddy Rice Karting
En su incursión en el karting estadounidense, siempre ha estado acompañado por Buddy Rice, piloto estadounidense, ganador de las 500 millas de Indianápolis en 2004 y las 24 Horas de Daytona en 2009 y propietario del equipo Buddy Rice Karting.
Durante su nueva etapa en el 2004, Alejandro cuenta con el mentoring de Buddy Rice y su equipo, quienes lo acompañan en la categoría GRC Lites.

## Red Bull Global Rallycross Championship

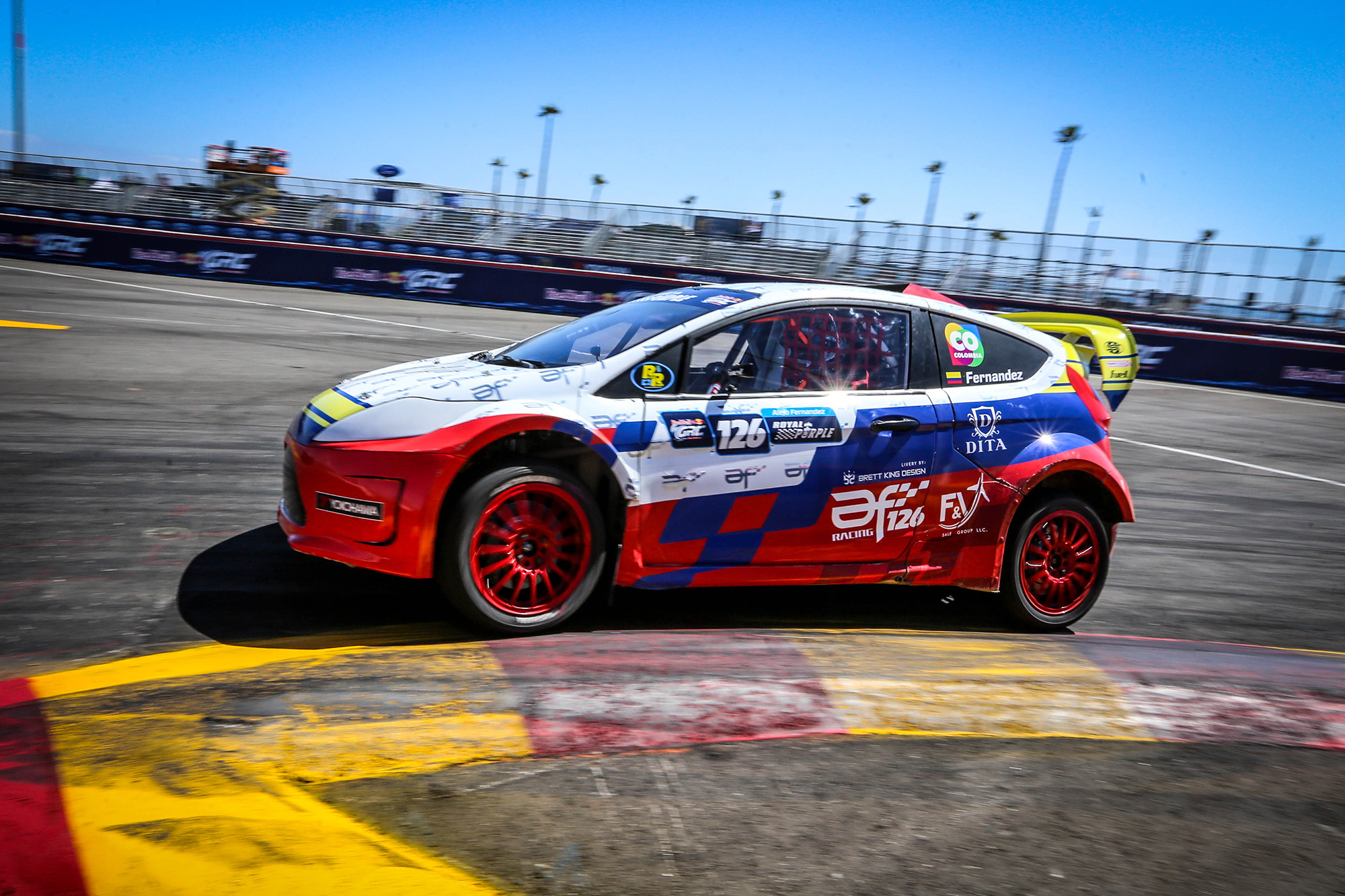
El coche de Alejandro Fernández es un auto similar a un Ford Fiesta, con un motor Ford Duratec de 2000 C.C. y 330 caballos de fuerza.

Alejandro Fernández debutó en esta competición para la temporada 2014, participando en la categoría GRC Lites. De esta forma el colombiano se convirtió en el único colombiano y latinoamericano en hacer parte de dicho campeonato.
Al cierre de la temporada, Alejandro Fernández fue premiado como el tercer mejor piloto de toda temporada en la categoría GRC Lites, después del campeón Mitchell Dejong y Kevin Eriksson. A su vez el equipo fue reconocido por mejor desarrollo en equipo 2014 y su mecánico fue condecorado como el mejor durante el año. En cuanto al desarrollo de las competencias, Fernández obtuvo tres podios en las ocho carreras celebradas en la categoría GRC Lites, alcanzó segundo lugar en la mítica pista del Daytona Motor Speedway, terminó Tercero en Los Ángeles y finalmente en el DirtFish en Seattle, una de las carreras más difíciles del campeonato, Fernández obtuvo la tercera plaza, consagrándose como uno de los favoritos de su clase en el Red Bull Global Rallycross. Por último, el piloto colombiano fue premiado como el piloto del año favorito por los fanes, con más de 104 mil votos de sus seguidores.
El Global RallyCross Championship debutó oficialmente durante los X Games de Los Ángeles en el año 2010, realizando tres carreras en el New Jersey Motorsports Park. Para el año 2011 se organizó el primer campeonato con cinco eventos alrededor de los Estados Unidos. El Global RallyCross se caracteriza porque sus competencias se hacen sobre trazados mixtos, es decir de tierra y asfalto con autos modificados llamados Supercar.

## Posiciones por carrera en el Red Bull Global Rallycross 2014

### GRC Lites
| Year | Entrant   | Car               | 1       | 2        | 3      | 4      | 5      | 6       | 7     | 8     | 9     | 10     | 11     | 12    | Lites | Points |
| ---- | --------- | ----------------- | ------- | -------- | ------ | ------ | ------ | ------- | ----- | ----- | ----- | ------ | ------ | ----- | ----- | ------ |
| 2015 | AF Racing | Lites Ford Fiesta | FTA 2   | DAY1 2   | DAY2 6 | MCAS 6 | DET1 4 | DET2 2  | DC 4  | LA1 7 | LA2 6 | BAR1 3 | BAR2 3 | LV 5  | 4th   | 427    |
| 2016 | AF Racing | Lites Ford Fiesta | PHO1 12 | PHO2 DSQ | DAL 7  | DAY1 5 | DAY2 9 | MCAS1 6 | MCAS2 | DC 6  | AC 10 | SEA 4  | LA1 6  | LA2 5 | 7th   | 256    |

Race cancelled.
| Tabla de posiciones por carrera | Austin, TX  | Washington D. C. | New York, NY | Charlotte, NC | Daytona, FL | Los Angeles, CA I | Los Angeles, CA II | Seattle, WA | Las Vegas, NV |
| ------------------------------- | ----------- | ---------------- | ------------ | ------------- | ----------- | ----------------- | ------------------ | ----------- | ------------- |
| Sesiones de prácticas           | N/A         | 6º               | 2º           | 4º            | 3º          | 5º                | 1º                 | 3º          | 2º            |
| Sesión clasificatoria           | 5º          | 5º               | 7º           | 5º            | 3º          | 3º                | 4º                 | 5º          | 5º            |
| Heat 1                          | 3º (1B)     | 4 º(1A)          | 4º (1B)      | 2º (1A)       | 3º (1A)     | 2º (1B)           | 2º (1A)            | 2º (1A)     | 3º (1A)       |
| Heat 2                          | 4º (SEMI B) | 3º (2A)          | N/A          | 2º (2A)       | 3º (2A)     | 2º (2B)           | 2º (2A)            | 2º (2A)     | 4º (2A)       |
| Final                           | DNF         | 6º               | 6º           | 4º            | 2º          | 7º                | 3º                 | 3º          | 5º            |

Siglas: N/A: Carrera no realizada. DNF: Don't finished (no finalizado).

## Posiciones por carrera en el Red Bull Global Rallycross 2014
| Tabla de posiciones por carrera | Austin, TX  | Washington D. C. | New York, NY | Charlotte, NC | Daytona, FL | Los Angeles, CA I | Los Angeles, CA II | Seattle, WA | Las Vegas, NV |
| ------------------------------- | ----------- | ---------------- | ------------ | ------------- | ----------- | ----------------- | ------------------ | ----------- | ------------- |
| Sesiones de prácticas           | N/A         | 6º               | 2º           | 4º            | 3º          | 5º                | 1º                 | 3º          | 2º            |
| Sesión clasificatoria           | 5º          | 5º               | 7º           | 5º            | 3º          | 3º                | 4º                 | 5º          | 5º            |
| Heat 1                          | 3º (1B)     | 4 º(1A)          | 4º (1B)      | 2º (1A)       | 3º (1A)     | 2º (1B)           | 2º (1A)            | 2º (1A)     | 3º (1A)       |
| Heat 2                          | 4º (SEMI B) | 3º (2A)          | N/A          | 2º (2A)       | 3º (2A)     | 2º (2B)           | 2º (2A)            | 2º (2A)     | 4º (2A)       |
| Final                           | DNF         | 6º               | 6º           | 4º            | 2º          | 7º                | 3º                 | 3º          | 5º            |

## Temporada 2012
- 2012 Challenge of the Americas Senior Max
- 2012 California ProKart Challenge Tag Sr
- 2012 SKUSA ProTour Tag Sr
- 2012 IKF Tag Sr
- 2012 IKF PRD Sr
- 2012 Tri-C Karters Championship
- 2012 US Grand Rotax Nationals
- 2012 LAKC Tag Sr
- 2012 LAKC PRD Sr

## Temporada 2013
- 2013 Challenge of the Americas Senior Max
- 2013 California ProKart Challenge tag Sr
- 2013 SKUSA ProTour Tag Sr
- 2013 Florida Winter Tour Rotax Sr
- 2013 Tri-C Grand Prix Rotax Sr
- 2013 Tri-C Grand Prix Tag Sr
- 2013 Tri-C karters Championship
- 2013 US Grand Nationals
- 2013 LAKC Tag Sr
- 2013 LAKC PRD SR
- 2013 PRD PAN-AM Crown of Karting
- 2013 Carrera de Las Estrellas, Medellín Colombia
- 2013 Rotax Max Challege Colombia

## Temporada 2014

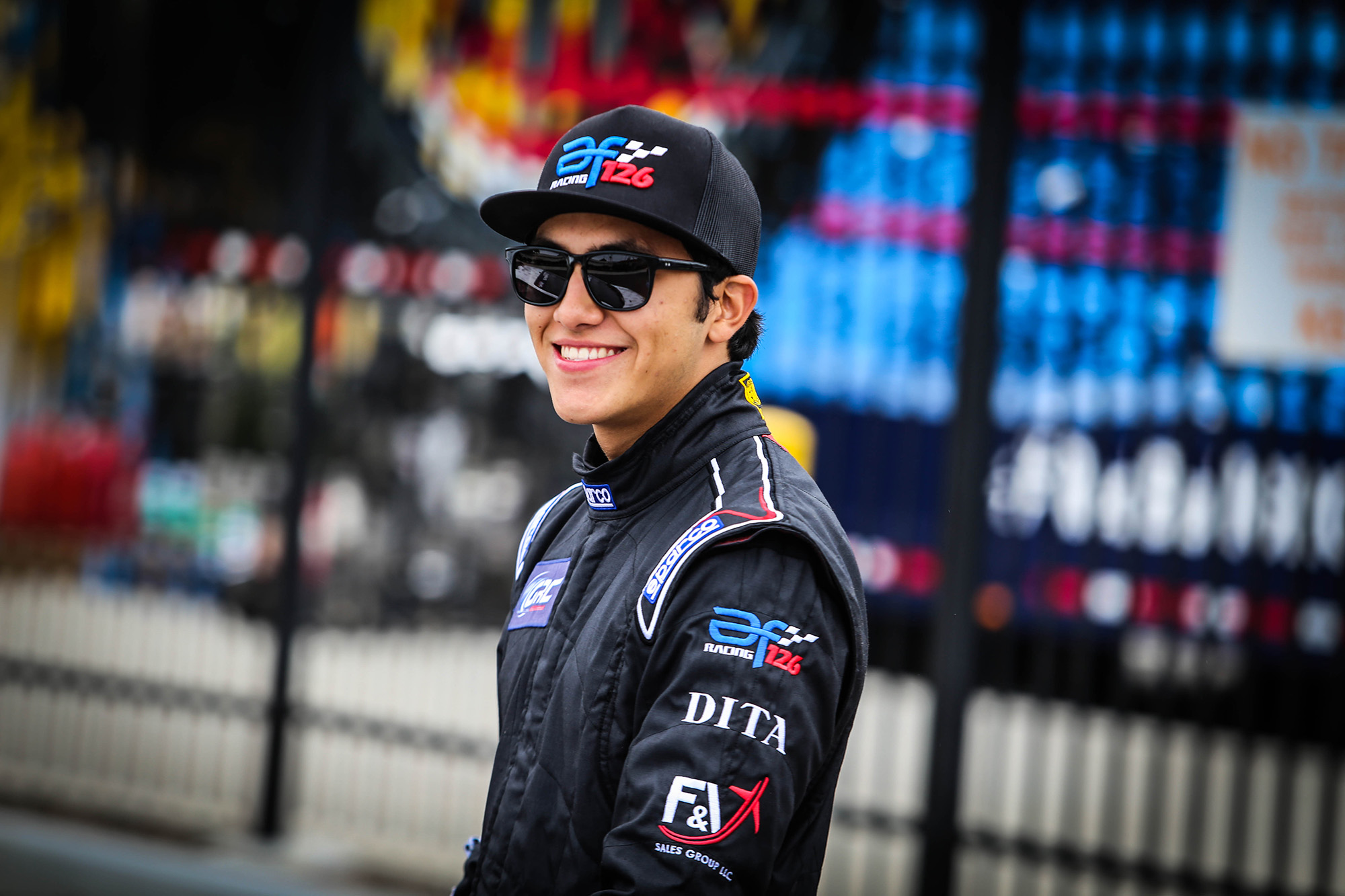
Tercer mejor piloto del Red Bull Global Rallycross en la categoría GRC Lites en el 2014.

- 2014 Rotax Max Challenge Colombia Senior Max
- 2014 Challenge of the Americas Senior Max
- 2014 LAKC S2
- 2014 LAKC Tag Sr
- 2014 So-Cal Rotax Challenge Senior Max
- 2014 Red Bull Global Rallycross Championship 2014 GRC Lites Class
- 2014 FIA World Rallycross Championship (Montalegre, Portugal)
- 2014 FIA World Rallycross Championship (Montreal, Canadá)

## Otros resultados (Palmarés)
- Tercer mejor piloto del Red Bull Global Rallycross Categoría GRC Lites
- Piloto del año 2014 en la categoría GRC Lites
- Mejor novato de la temporada 2014
- Campeón Campeonato LAKC 2012 Tag Senior
- Campeón Campeonato LAKC 2013 Tag Senior
- Campeón Nacional IKF 2013 PRD Senior
- Subcampeón Tri-C Grand Prix 2013 Rotax Senior
- Tercer lugar Tri-C Grand Prix 2013 Tag Senior
- Tercer lugar Campeonato nacional IKF 2013 KPV4
- Tercer lugar en el Campeonato LAKC 2013 PRD Senior
- Tercer lugar Challenge of The Americas 2013 Tucson, AZ
- Top 18 Estados Unidos en los Nacionales de Rotax 2013
- Top 25 de 91 pilotos SKUSA en la categoría Tag Senior de Estados Unidos